# 名古屋市港サッカー場
名古屋市港サッカー場（なごやしみなとサッカーじょう）は、愛知県名古屋市港区の稲永公園内にある球技場。施設は名古屋市が所有し、財団法人名古屋市教育スポーツ振興事業団が指定管理者として運営管理を行っている。
金融商品仲介業のCSアセットが施設命名権を取得し、2022年（令和4年）4月1日からCSアセット港サッカー場（シーエスアセットみなとサッカーじょう）の名称を用いている。

## 概要
1993年（平成5年）に第49回国民体育大会（わかしゃち国体）のサッカー競技施設として建設された。
愛知県サッカー選手権大会（天皇杯愛知県予選）、愛知県社会人サッカー選手権大会（兼全国社会人サッカー選手権大会愛知県予選）、ジャパンフットボールリーグ公式戦や地域のサッカー大会などが開催されている。
サッカー場という名称であるが、ラグビーやアメリカンフットボールも開催可能であり、サッカー専用ではない。港サッカー場と同様に、名古屋市瑞穂公園ラグビー場はラグビー場という名称ながらサッカーにも使用される。
バックスタンド側に市営住宅が密集していることもあり、太鼓・トランペット・メガホンなどの鳴り物を使った応援は近隣住民との申し合わせにより持ち込みを含めて全面禁止されている。

## 歴史
こけら落としは1993年のJリーグカップにおける名古屋グランパスエイトの主管試合であり、これは当時の主本拠だった名古屋市瑞穂公園ラグビー場が芝生張替え工事で使えなかったための処置である。また、1994年（平成6年）6月15日にグランパス対サンフレッチェ広島が行われたが、以後はJリーグ公式戦で使用されたことはなかった。
しかし2022年（令和4年）、本拠地の一つであるパロマ瑞穂スポーツパークが2026年アジア競技大会の主会場として使用するために改修工事が行われていることなどから、同年6月4日に2022JリーグYBCルヴァンカッププレーオフステージ・グランパス対京都サンガF.C.の一戦が行われた。
Jリーグ以外には、上述の愛知県サッカー協会主管試合の他、2014年（平成26年）に日本フットボールリーグ (JFL) に昇格したFCマルヤス岡崎のホームゲーム会場の一つとして使われている。本来の本拠地である岡崎市にはJFL・Jリーグを開催可能なスペックの競技場が2020年（令和2年）までなかったためだが、岡崎市龍北総合運動場の完成後も競技場確保が困難になった際に使用は続いている。
2024年（令和6年）5月1日から2025年（令和7年）11月30日まで、大規模改修工事のため休場（2026年アジア競技大会の会場の１つになっている為）。

## 施設概要
- 敷地面積：33,386.88 m2
- 建築面積：4,926 m2
- 収容人員：20,000人
  - メイン：6,700人（座席）
  - サイド：5,800人（芝生）
  - バック：7,500人（芝生）
- ナイター照明設備：4基（コーナー部分に設置）
- 電光掲示板（電球式）
- 天然芝ピッチ

## 周辺施設
- 稲永スポーツセンター
- 名古屋市野鳥観察館

## ギャラリー

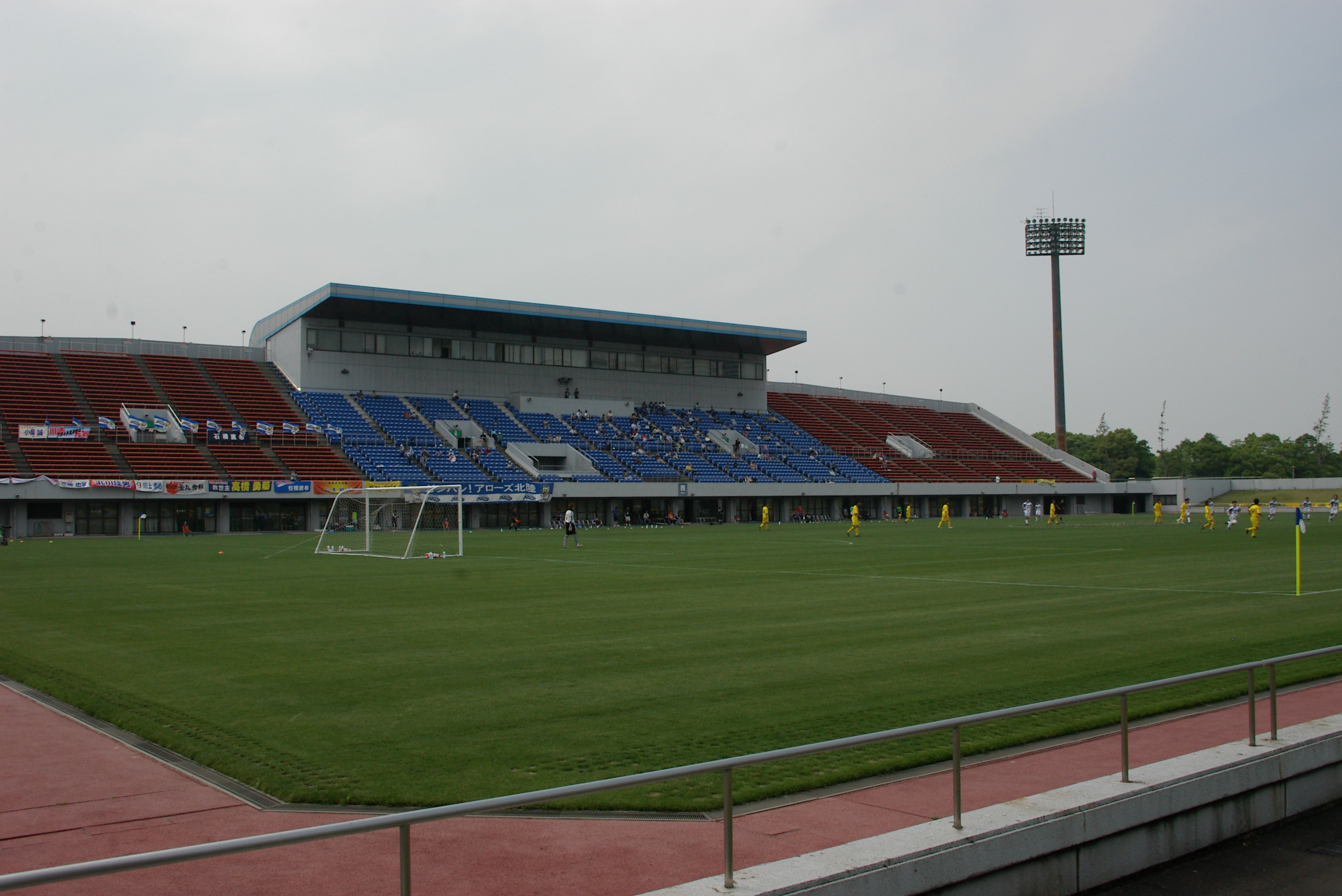
芝生席から見た観客席
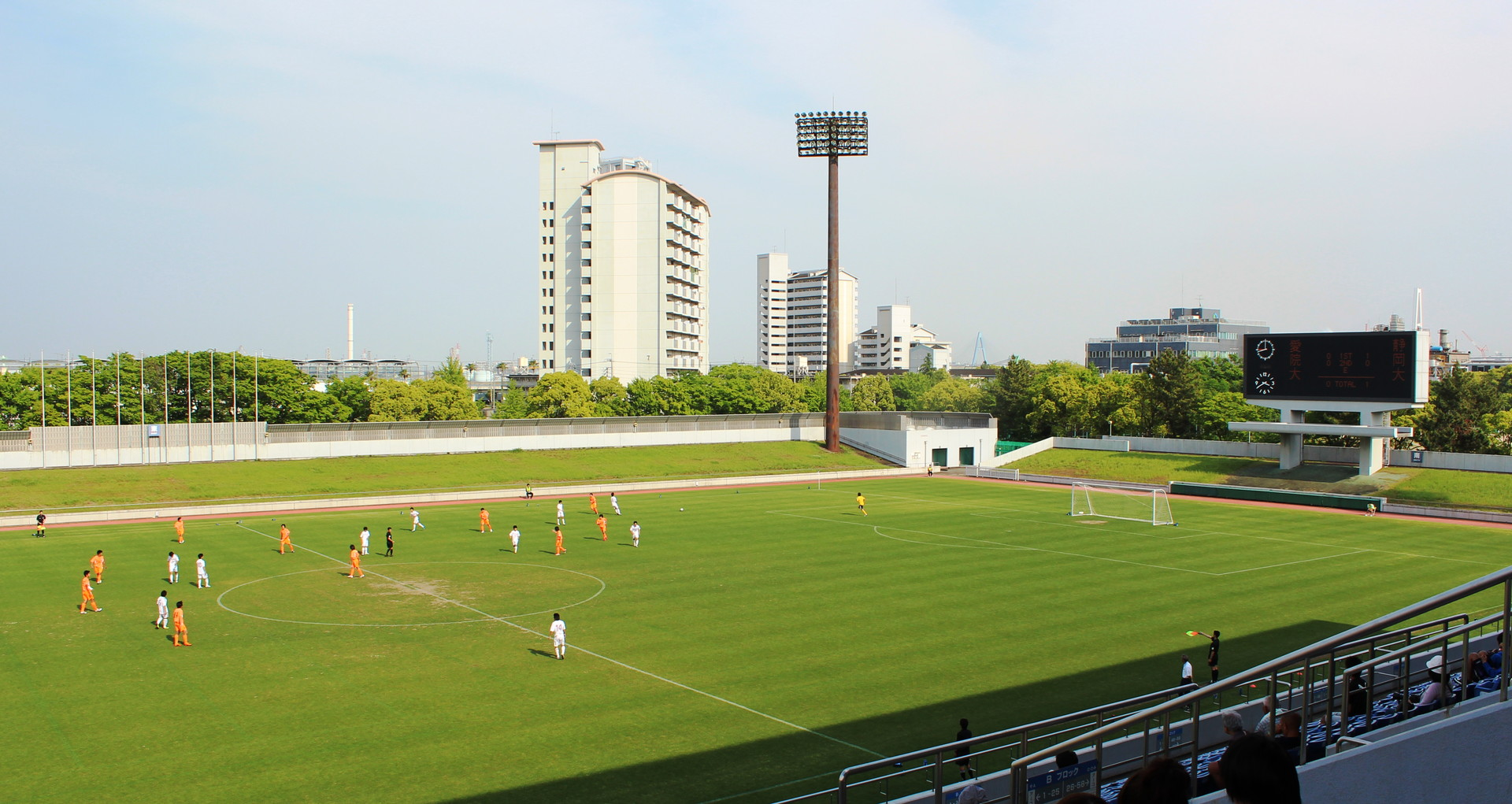
西側の観客席からの眺め
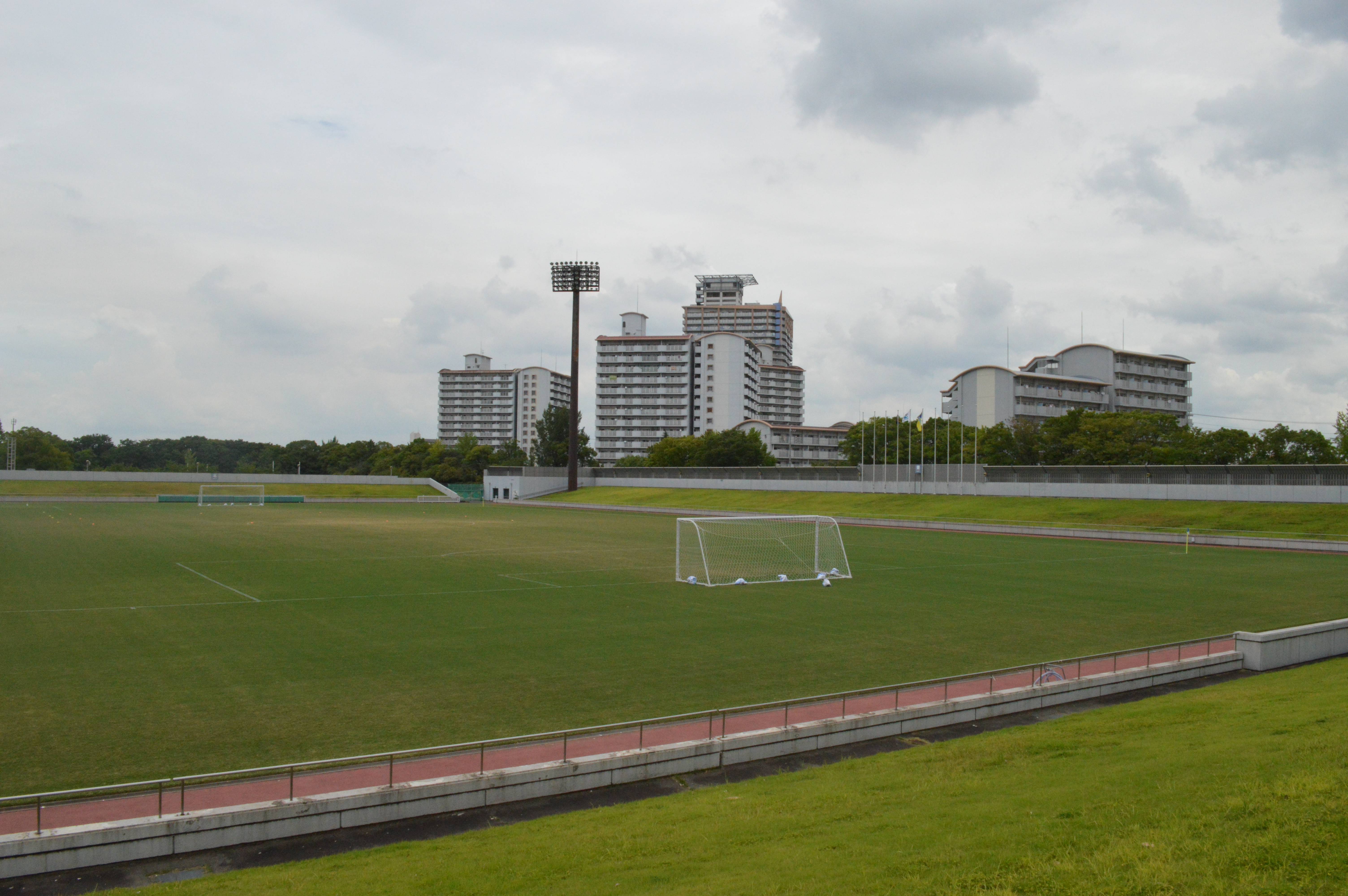
同じく反対側からの眺め
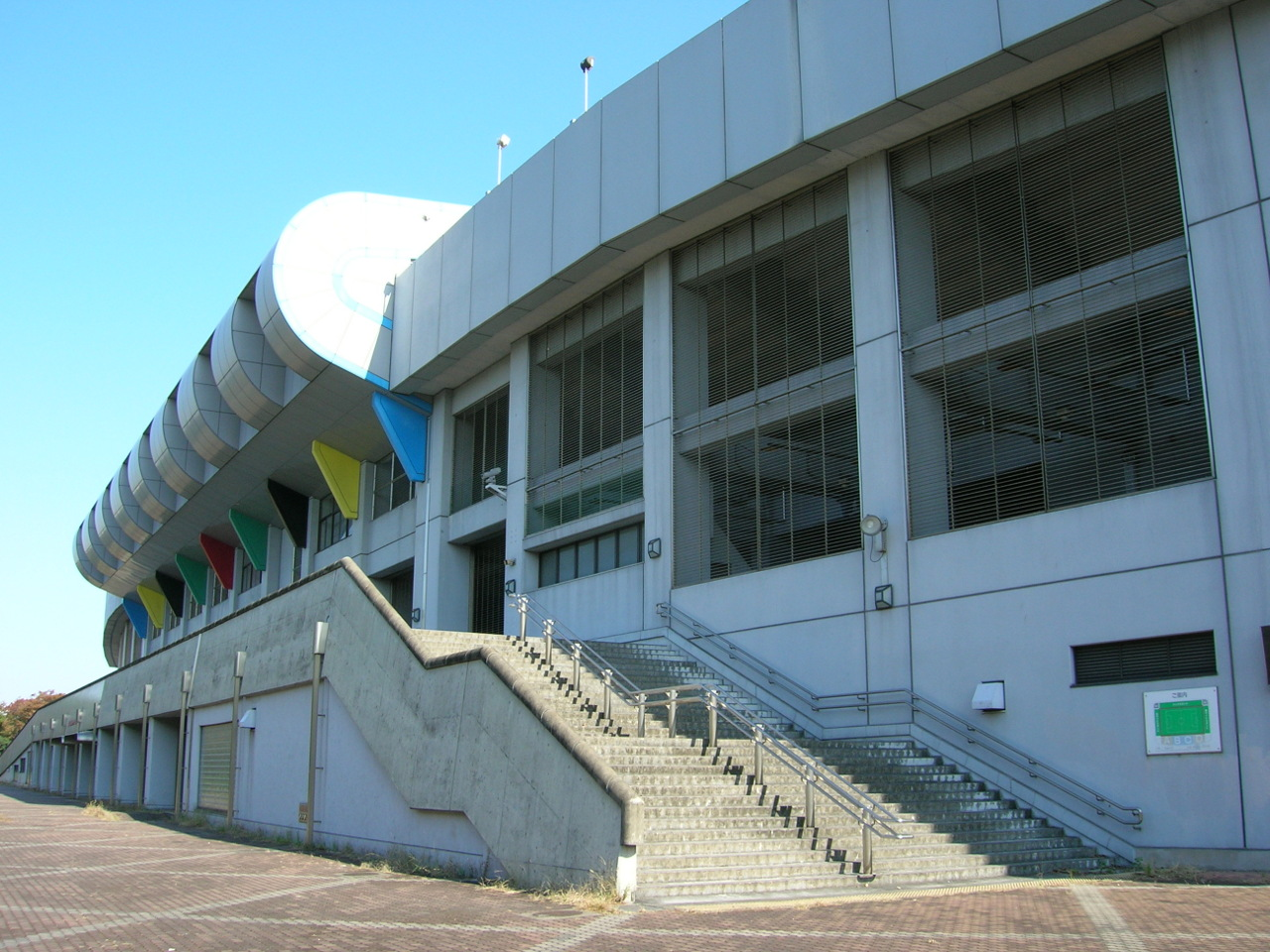
観客席外観

## 交通アクセス

### 公共交通機関
- 名古屋臨海高速鉄道あおなみ線 野跡駅下車、徒歩で約5分。
- 名古屋市営バス：「野跡駅」バス停下車、徒歩で約5分。

### 自動車
- 国道23号（名四国道）：十一屋交差点から南進、金城ふ頭方面を進む。